# Puskás Ferenc (fizikus)
Puskás Ferenc (Kolozsvár, 1929. szeptember 21. – Kolozsvár, 2017. június 4.) erdélyi magyar fizikus, egyetemi docens,  szakíró.

## Életútja
Szülővárosában végezte a Református Kollégiumot (1948), a Bolyai Tudományegyetem matematika-fizika szakán szerzett diplomát (1951). Az egyetemen tanársegédként lépett tudományos pályára; a fizikai tudományok doktora (1968), a Babeș–Bolyai Tudományegyetem docense  nyugalomba vonulásáig (1995).

## Munkássága
Első írása a Matematikai és Fizikai Lapokban jelent meg (1959). A Korunk közölte dolgozatait a modern kozmológiáról (1962/9) s a negyedik halmazállapotról (1983/2); A Hétben a szilárd hidrogénről (1984/11), a Korunk Évkönyvben (1989) az elektromágneses sugárözönről értekezett. Munkatársa a Kriterionnál megjelent Fizikai kislexikon (1976) című kézikönyvnek és a Dielectrici și feroelectrici (Craiova 1982) című monográfiának. Fordításában jelent meg magyarul több középiskolai fizikatankönyv. Egyetemi jegyzetének címe Supraconductibilitate (1975).
Mint az 1990-ben alakult Erdélyi Magyar Műszaki Tudományos Társaság (EMT) alapító tagja, Zsakó Jánossal együtt indította meg 1991-ben a FIRKA című középiskolás szakfolyóiratot fizika-informatika-kémia tárgykörrel. A lap társfőszerkesztője Zsakó Jánossal, majd 2001 szeptemberétől 2014 szeptemberéig főszerkesztője. A Műszaki Szemle (1998-) szerkesztőbizottságának tagja. Az újjáalakult Erdélyi Múzeum-Egyesület (EME) Természettudományi és Matematikai szakosztályának Közleményeiben (1992/1) tanulmánya jelent meg A modell-fogalom ismeretelméleti jelentősége a fizikában címmel. Egy újabb Kriterion-kézikönyv, az Elektrotechnikai kislexikon. I-II. (1994) főszerkesztője.

## Díjai
- Vermes Miklós-díj, 2001[3]